# Diritti LGBT in Uganda
I diritti LGBT in Uganda sono di fatto inesistenti; le persone lesbiche, gay, bisessuali e transessuali (LGBT) non hanno alcuna protezione legale specifica. Gli attivisti hanno stimato nel 2007 che la comunità gay ugandese è composta da almeno mezzo milione di cittadini. Sia l'omosessualità maschile sia quella femminile sono illegali: in base al codice penale "la conoscenza carnale contro l'ordine della natura" tra due maschi può essere punibile con l'ergastolo.
Nel novembre 2012 il presidente del parlamento dell'Uganda ha promesso di far emanare una legge anti-omosessualità rivedendo quella già esistente, che prevede sanzioni più severe contro i sospetti di appartenere alla comunità LGBT e per tutti coloro che non acconsentono a denunciarli alle autorità, tra cui la reclusione a lungo termine e la pena di morte per coloro che secondo i termini di legge risultassero "recidivi". Nel maggio del 2023 il presidente ha firmato una legge praticamente identica, rendendo l'Uganda come uno dei paesi peggiori per i diritti LGBT.

## Legislazione sulle relazioni sessuali LGBT
Le leggi che vietano gli atti sessuali tra persone dello stesso sesso sono state introdotte per la prima volta durante il dominio coloniale britannico nel corso del XIX secolo; tali legislazioni sono poi state sancite attraverso il codice penale istituito nel 1950 e mantenuto dopo l'indipendenza. Le seguenti sezioni di tale legge sono rilevanti:
1. Sezione 145: atti innaturali (conoscenza carnale di una persona contro l'ordine della natura, conoscenza carnale di un animale e sodomia sia nei confronti di uomini che di donne). Si commette un reato punibile con la reclusione a vita[2].
2. Sezione 146: tentativo di commettere reati innaturali. Chiunque tenti di commettere uno dei reati considerati innaturali commette reato ed è punito con la reclusione fino a sette anni[2]
3. Sezione 148: pratiche indecenti. Chiunque, sia in pubblico sia in privato, commette un atto di grave indecenza con un'altra persona o ne permette o facilita l'atto, commette reato ed è punito con la reclusione[2].

Prima che il codice emendato del 2000 fosse stato emanato, solo gli atti omosessuali tra uomini venivano criminalizzati; con l'approvazione della legislazione del 2000 i riferimenti sono cambiati da "qualsiasi uomo" a "qualsiasi persona", di modo che anche gli atti gravemente indecenti fra donne fossero criminalizzati e di conseguenza punibili fino a 7 anni di reclusione.
Nel dicembre 2012, grazie anche alle pressioni dei fondamentalisti cristiani  il parlamento ha approvato l’Anti-Homosexuality Act, presentato nel 2009,una legge, denominata dalla stampa internazionale "KIll the gays bill", che inaspriva le pene, introducendo l’obbligo di denuncia entro 24 ore per le persone che ricoprissero posizioni “di autorità”, e rendendo illegale la promozione di diritti LGBT da parte di singoli o di associazioni. L’Anti Homosexuality Act è stato annullato dalla Corte Costituzionale nel 2014, per motivi formali.
Nell'ottobre 2019 una proposta di legge per rendere l'omosessualità punibile con la pena di morte è stata bocciata.

## Opinione pubblica
Secondo il "Pew Global Attitudes Project", nel 2007 il 96% dei residenti ugandesi (il numero degli adulti - tutti avevano difatti almeno 18 anni - intervistati in Uganda è stato 1.122, ottenendo un margine di errore del 3 per cento, con un livello di confidenza del 95 per cento) riteneva che l'omosessualità non dovrebbe essere accettata né permessa dalla società, il quinto tasso di rifiuto più alto tra i 45 paesi esaminati. Un successivo sondaggio condotto nel 2010 ha tuttavia rilevato che l'11% degl'intervistati considerava il comportamento omosessuale moralmente accettabile; tra gli altri membri della Comunità dell'Africa orientale, solo l'1% in Tanzania, il 4% in Ruanda e l'1% in Kenya hanno avuto lo stesso punto di vista (l'opinione del Burundi non è stata invece rilevata).
Nell’ottobre 2010 la rivista ugandese Rolling Stones ha pubblicato in prima pagina nomi, indirizzi e fotografie di 100 ugandesi presunti gay e lesbiche, chiedendo la loro esecuzione, con il titolo Hang them, they are after our kids: Pictures of top 100 homos. Tra le 100 persone anche Kasha Jacqueline, Pepe Julian Onziema e David Kato, membri dello SMUG (Sexual Minorities Uganda), che denunciarono la rivista. Nel 2011 Rolling Stones è stato condannato a pagare un milione e mezzo di scellini ugandesi (circa 350 euro) ad ognuno dei ricorrenti per aver violato la loro privacy e la dignità umana.
Pochi mesi dopo la sentenza David Kato, del clan Kisule, considerato il padre del movimento LGBTI del Paese, venne ucciso.  

## Tabella riassuntiva
| Attività e relazioni sessuali legali                         | (ergastolo)                 |
| Parità dell'età di consenso                                  | No                          |
| Leggi anti-discriminazione sul lavoro                        | No                          |
| Leggi anti-discriminazione nella fornitura di beni e servizi | No                          |
| Leggi anti-discriminazione in tutti gli altri settori        | No                          |
| Matrimonio egualitario                                       | (incostituzionale dal 2005) |
| Unione civile                                                | No                          |
| Adozione                                                     | No                          |
| Autorizzazione a prestare servizio nelle forze armate        | No                          |
| Diritto di cambiare legalmente sesso                         | No                          |
| Surrogazione di maternità                                    | No                          |
| Permessa la donazione di sangue per le persone omosessuali   | No                          |